# Bookworms
Pour plus de détails, voir Fiche technique et Distribution.
Bookworms est un court métrage britannique réalisé par Adrian Brunel, sorti en 1920.

## Synopsis
Les efforts d'un jeune homme pour rencontrer une jeune femme surveillée de très près par son chaperon sont enfin récompensés quand il arrive à insérer une lettre d'amour dans le livre qu'elle emprunte à la bibliothèque.

## Fiche technique
- Titre original : Bookworms
- Réalisation : Adrian Brunel
- Scénario : A.A. Milne
- Photographie : H.M. Lomas
- Production : Leslie Howard
- Société de production : Minerva Films
- Société de distribution : Minerva Films
- Pays d'origine :  Royaume-Uni
- Langue originale : anglais
- Format : Noir et blanc  — 35 mm — 1,33:1 — Film muet
- Genre : Comédie
- Durée : 2 bobines
- Dates de sortie : Royaume-Uni : octobre 1920

## Distribution
- Leslie Howard : Richard
- Pauline Johnson : Miranda Pottlebury
- Henrietta Watson : Tante Priscilla Pottlebury
- Jeff Barlow : Oncle Josiah Pottlebury
- Ivan Berlyn : Ernest
- Mrs. Richard Podevin : la gouvernante ("Le Dragon")